# Colegio María Auxliadora (Carolina, PR)
El Colegio María Auxiliadora está ubicado en Carolina, Puerto Rico. Es una escuela católica coeducacional que pertenece al sistema escolar de la arquidiócesis de San Juan; siendo el más grande de sus colegios. Esta institución ofrece cursos desde el pre-kinder hasta el cuarto año. 

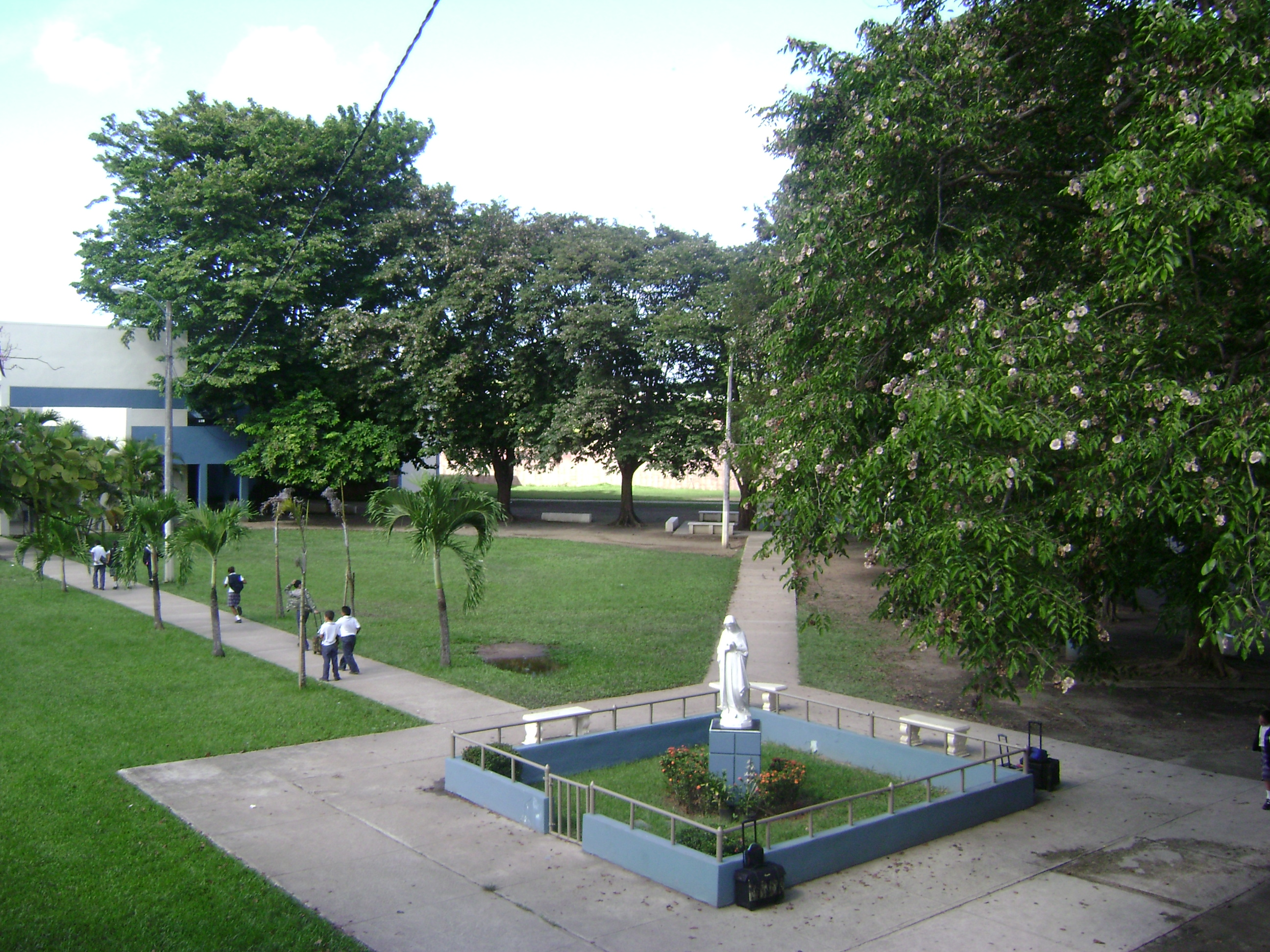
Campus.

## Historia
El Colegio María Auxiliadora fue fundado en el año 1960 por la orden de religiosas salesianas, Sus primeros salones estaban adyacentes a la parroquia San Fernando de la Carolina y es en 1967 que se adquieren los terrenos actuales, gracias a la gestión del párroco de entonces, Ángel Fernández, la Arquidioscesis y el Monseñor Baudilio Merino.En el 1979 el colegio pasa a formar parte de los Colegios Católicos de la arquidiócesis de San Juan, convirtiéndose a través de los años en el colegio arquidiocesano de más matrícula. A principios del 2013, el colegio pasa a ser administrado por la parroquia Santo Cristo de los Milagros.

## Misión
El Colegio María Auxiliadora tiene como misión educadora y evangelizadora, lograr el desarrollo pleno del estudiante en todos los aspectos: intelectual, espiritual, físico y moral.

## Filosofía
Considera al niño como un ser único e individual cuyo valor y dignidad están garantizados por una visión cristocéntrica y cree que el proceso educativo debe proporcionar a los estudiantes las herramientas para un auténtico y sano crecimiento cristiano y moral, intelectual, emocional, físico y social familiar.

## Clubes y Organizaciones Estudiantiles
- Sociedad Nacional de Honor
- Consejo de Estudiantes
- Club Me importas tú
- Club de Matemàticas
- Club de Biblioteca
- Club de Tecnología
- Club de Oratoria
- Club Asociación de maestros y estudiantes pro arte (AMEPA)

## Deportes
- Baloncesto
- Béisbol
- Bolos
- Tenis de Mesa
- Voleibol
- Softbol
- Soccer
- Pista y Campo

## Algunos Estudiantes Destacados
- Monika Candelaria, Reportera de Televisión
- Robert Davis Viera, bailarín de varios artistas internacionales.
- Joey Espada, entrenador de los Astros de Houston y entrenador del famoso "Team Rubio".
- Carla Cortijo, primera jugadora nacida y desarrollada en Puerto Rico en jugar en la WNBA.
- Dorimar Morales, ganadora de más de 70 premios por sus investigaciones académicas.
- Iván Dariel Ortiz, creador de la película Héroes de Otra Patria.
- Tito Ortos Guitérrez, bailarín de fama internacional.
- Pedro Cabiya, escritor.
- Miguel López, Equipo Atletismo, Puerto Rico en los Juegos Olímpicos de Londres 2012
- Rauw Alejandro, Cantante de fama mundial   Creador de la canción “Todo de ti, el cual alcanzó el puesto número dos en Top Songs Global en Spotify, cosechó seis discos de platino en Estados Unidos, cuatro en España y múltiples discos de oro, algunos en Argentina o México.